# Sancha de Castilla (m. 1184)

Escudo del reino de Castilla.

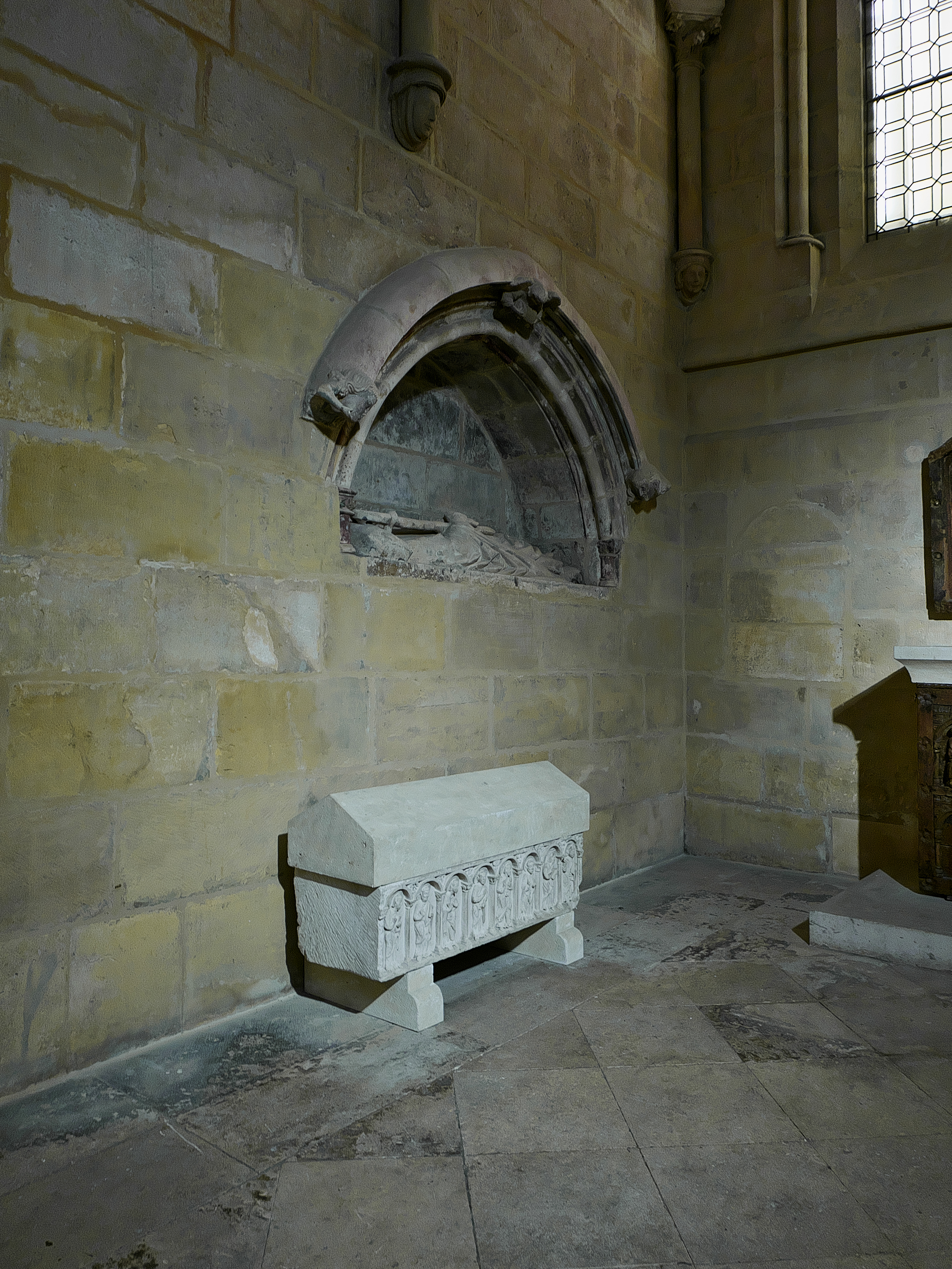
Sarcófago en la Capilla de San Nicolás, Catedral de Burgos

Sancha de Castilla (antes del 28 de marzo de 1182-1184). Infanta de Castilla, hija de Alfonso VIII y de su esposa, la reina Leonor de Plantagenet.

## Orígenes familiares
Fue hija de Alfonso VIII de Castilla y de Leonor de Plantagenet, nieta por parte paterna de los reyes Sancho III de Castilla y Blanca Garcés de Pamplona — hija del rey García Ramírez de Pamplona — y por el lado materno del rey Enrique II de Inglaterra y de su esposa Leonor de Aquitania. Tuvo varios hermanos, entre ellos el rey Enrique I de Castilla y la reina Berenguela de Castilla, madre de Fernando III el Santo, rey de Castilla y León.

## Biografía
La tercera hija del rey Alfonso VIII y su esposa Leonor, la infanta Sancha nació antes del 28 de marzo de 1182 fecha en que aparece por primera vez en un diploma en el que su padre dejaba constancia del intercambio de una propiedad con la Orden del Temple. Vivió unos dos años y desaparece de la documentación a partir del 3 de febrero de 1184.

## Sepultura
Después de su defunción, el cadáver de la infanta Sancha recibió sepultura en el Monasterio de Santa María la Real de las Huelgas en Burgos, que había sido fundado por su padre.
Durante la exploración del Monasterio de las Huelgas llevada a cabo a mediados del siglo XX se comprobó que los restos mortales de la infanta Sancha, reducidos a varios huesos y el cráneo con varias muelas, yacían en su sepulcro, que se encuentra colocado en la nave de Santa Catalina de la iglesia del monasterio de las Huelgas, y junto al que contiene los restos de su hermana Leonor de Castilla, reina de Aragón.